# Great Basin

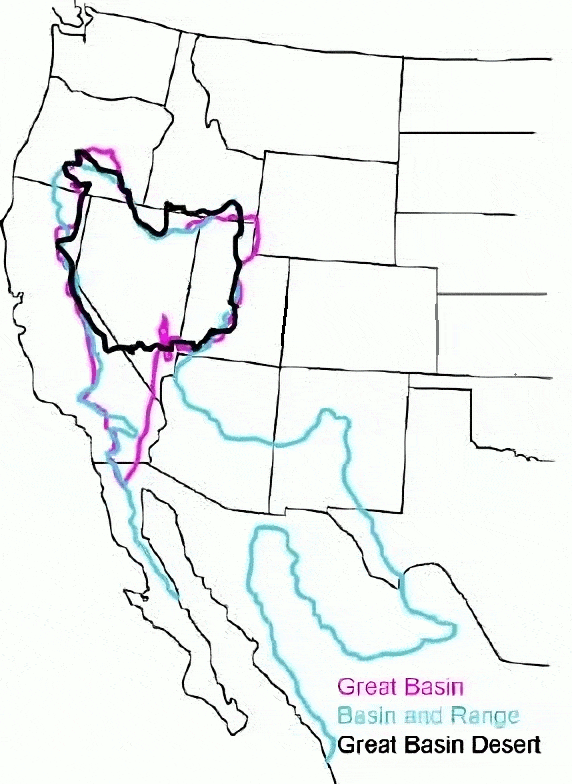
Olika definitioner av Great Basin (NPS)

Great Basin är en vidsträckt torr region i västra USA, huvudsakligen i Nevada, Utah och Kalifornien. Det finns ett par olika definitioner av Great Basin, som leder till något divergerande gränsdragningar. 
Enligt den vanligaste definitionen så är Great Basin det sammanhängande avrinningsområde som är beläget mellan Wasatch Range i Utah och Sierra Nevada och som saknar utlopp till havet. Begreppet associeras tidvis med ökenområdet Great Basin, Great Basin-öknen, som täcker ett något mindre och ej helt överlappande område, och som avgränsas av vissa karakteristiska växters utbredningsområden.
Great Basin används även för det kulturområde som bebos av flera indianstammar – Great Basin Tribes, huvudsakligen shoshoner. Detta kulturområde sträcker sig längre norrut och österut än det hydrografiska området. Slutligen används begreppet som geologisk term för ett område som mer exakt kallas Basin and Range Province, en geologisk region som är som mest typisk i Great Basin men som sträcker sig en bra bit in i öknarna Sonora och Mojave.

## Beskrivning

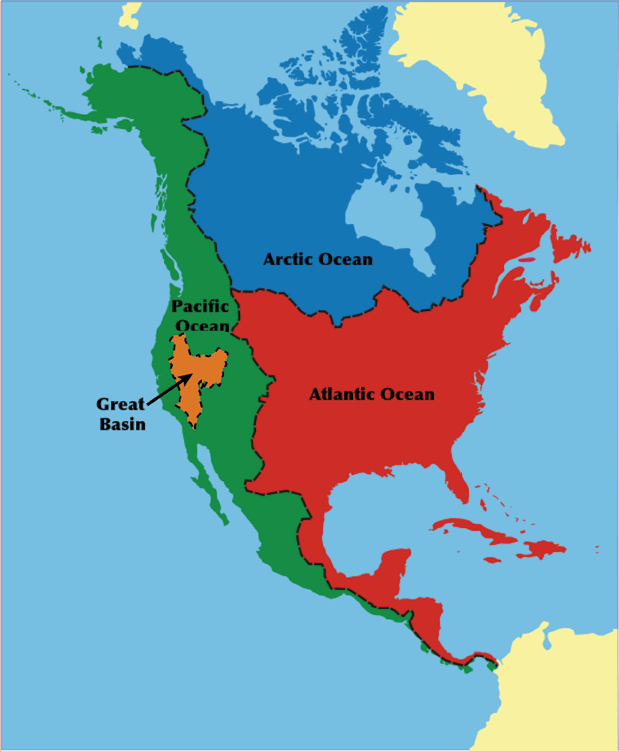
Karta över avrinningsområden som visar Great Basin i orange

Den 520 000 kvadratkilometer stora platån mellan bergen täcker större delen av Nevada och mer än hälften av Utah, samt därutöver delar av Kalifornien, Idaho, Oregon och Wyoming. Great Basin är inte en enda avrinningsområde utan snarare en serie sammanhängande sådana som i väster avgränsas av avrinningsområdet för floderna Sacramento, San Joaquin och Klamath; i norr av avrinningsområdet för floderna  Columbia och Snake River; i söder och öster av avrinningsområdet för Coloradofloden och Green River.
Avrinningsområden inom Great Basin omfattar bland annat:
- Stora Saltsjön – Utah, Idaho, Wyoming
- Death Valley – Kalifornien, Nevada
- Salton Sea – Kalifornien
- Honey Lake – Kalifornien
- Mono Lake – Kalifornien
- Humboldt Sink – Nevada
- Pyramid Lake – Nevada
- Black Rock Desert – Nevada
- Carson Sink – Nevada
- Walker Lake – Nevada
- Winnemucca Lake – Nevada
- Harney Basin – Oregon
- Sevier Lake – Utah
- Abert Lake – Oregon
- Summer Lake – Oregon
- Silver Lake – Oregon
- Surprise Valley – Kalifornien, Nevada
- Escalante Desert – Utah

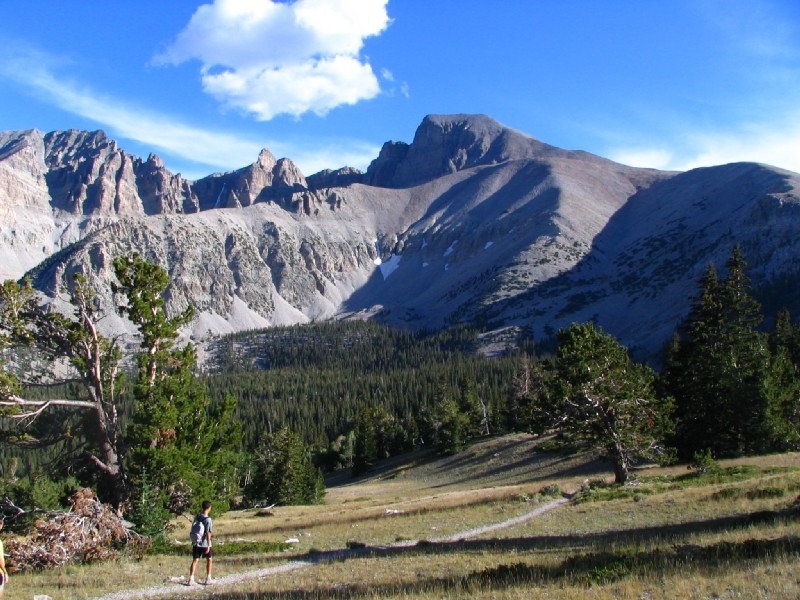
Wheeler Peak i Great Basin National Park i Nevada.

Stora delar av Great Basin, i synnerhet i norra Nevada, består av en serie av isolerade bergskedjor med mellanliggande dalar; ett geografiskt område som är känt som Basin and Range Province. Därutöver innehåller Great Basin två vidsträckta saltslätter som är lämningar av två förhistoriska pluvialsjöar som fanns där under den senaste istiden, men som i princip har torkat ut. Lake Bonneville sträckte sig över större delen av västra Utah och in i Idaho och Nevada. Rester av Lake Bonneville är Stora Saltsjön, Bonneville Salt Flats, Utah Lake och Sevier Lake. På samma sätt sträckte sig Lake Lahontan över stora delar av nordvästra Nevada och grannstater och rester av sjön återfinns i dag i Black Rock Desert, Carson Sink, Humboldt Sink, Walker Lake, Pyramid Lake, Winnemucca Lake och Honey Lake vilka alla nu utgör egna avrinningsområden inom Great Basin.

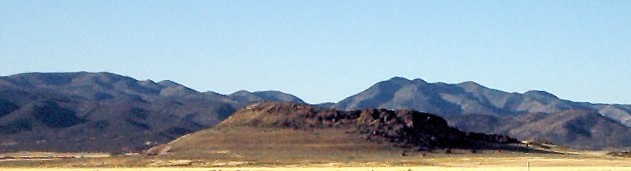
Sovande vulkan nära Fillmore, Utah vid Interstate 15.